# Dryophytes bocourti
Dryophytes bocourti – gatunek płaza bezogonowego z rodziny rzekotkowatych (Hylidae).

## Występowanie
Ten endemit zamieszkuje jedynie gwatemalskie góry w departamentach Alta Verapaz i Baja Verapaz na wysokości 1300–1536 m n.p.m. W przeciwieństwie do powszechnego wyobrażenia o rzekotkowatych gatunek zasiedlał tereny otwarte, łąki znajdujące się na terenach zalewowych. Zapuszczał się także na plantacje bananowe.

## Rozmnażanie
Przebiega w tworzących się okresowo zbiornikach wodnych.

## Status zagrożenia
W Czerwonej księdze gatunków zagrożonych IUCN gatunek ten od 2004 roku klasyfikowany jest jako krytycznie zagrożony (CR, ang. Critically Endangered).
Chociaż wedle informacji z roku 1992 zwierzę miało pojawiać się obficie na początku sezonu deszczowego jeszcze w latach 80., liczne projekty badawcze nie zdołały w ogóle znaleźć osobników tego gatunku, co wskazywało na co najmniej znaczny spadek liczebności. Możliwe, że gatunek już wymarł. Nawet jeśli jakaś reliktowa populacja przetrwała, to liczy ona zapewne nie więcej niż 50 dorosłych osobników.